# Fuerzas Armadas de Guatemala
{{Ficha de unidad militar
|nombre = Ejército de Guatemala
(Constitucional)
Fuerzas Armadas de Guatemala
(FAG)
|imagen = 
|título = Escudo de armas de la República de Guatemala
|comandante1              = Presidente Bernardo Arévalo
|etiqueta_comandante1     = Comandante general
|comandante2              = Gral. Henry Sáenz
|etiqueta_comandante2     = Ministro de Defensa
| activo = 41,000soldados según global fire power
|posición= 91 a nivel mundial en 2022
| reserva = 65,000 soldados según global fire power
| edad = 18-45 años
|cantidad = US$ 388 millones según global fire power (2022)
|PIB = 0,40 %
|proveedores extranjeros=
|patrón = 
|lema = Soy soldado patriota y valiente de la tierra de la libertad, Guatemala será Independiente porque juro servir con lealtad
|colores =negro y rojo 
|etiqueta_colores = 
|marcha = 
|himno = 
|mascota = 
|aniversarios = 30 de junio - Día del Ejército
|condecoraciones = 
|honores batalla = 
|horas de vuelo = 
|batallas = Batalla de la Arada
[[Guerra de Honduras contra Guatemala y El Salvador [1852]]

Primera Guerra Guatemalteca-Salvadoreña
Guerra Nacional Centroamericana
Guerra Guatemalteca-Salvadoreña (1876)

Intentona de Barrios
Guerra del Totoposte
Guerra entre Guatemala y El Salvador de 1906
Golpe de Estado de 1954
Conflicto México-Guatemala (1958-1959)
Guerra Civil de Guatemala
Conflicto de Ituri
Misión de Estabilización de Haití
|tamaño imagen =200px
|fechas=30 de junio de 1871 - presente
|país= Guatemala
|lealtad=Presidente de Guatemala
|rama=
  Armada

 Ejército

 Fuerza Aérea

 Guardia de Honor Presidencial 
|tipo=
|estructura de mando=
|cuartel general=Brigada Mariscal Zavala
|apodo=
|símbolo=
|comandantes destacados=José Víctor Zavala
Francisco Manuel Arana
Jacobo Arbenz Guzmán
Carlos Arana Osorio
Benedicto Lucas García
| N°de efectivos = 39,000 efectivos
| función = 
| especialización = 
| tamaño = 39 000
| estructura = 
| acuartelamiento = Todo el territorio guatemalteco
| equipo = 
| comandante_actual = Bernardo Arévalo
| jefe_ceremonial =
| coronel_del_regimiento =
}}
Las Fuerzas Armadas de Guatemala, componen la organización encargada de la defensa nacional de la República de Guatemala. Según el artículo 244 de la Constitución es una institución destinada a mantener la independencia, la soberanía y el honor de Guatemala, la integridad del territorio, la paz y la seguridad interior y exterior.
El mando máximo lo ostenta el Presidente de la República de Guatemala quien es el comandante general. El ministro de Defensa es responsable del seguimiento de las políticas de gobierno y transmite sus órdenes a través del jefe del Estado Mayor de la Defensa Nacional, quien es el responsable de la operatividad de las diferentes unidades.
Constitucionalmente, las Fuerzas Armadas de Guatemala se dividen en: 
- Las Fuerzas de Tierra: las cuales se representan en el Ejército de Tierra de Guatemala;
- Las Fuerzas de Mar:  las cuales se representan en la Armada de Guatemala;  y
- Las Fuerzas de Aire: las cuales se representan en la Fuerza Aérea Guatemalteca.

La República de Guatemala es firmante del Pacto de Río y miembro del Consejo de Defensa Centroamericano (CONDECA).

## Marco legal

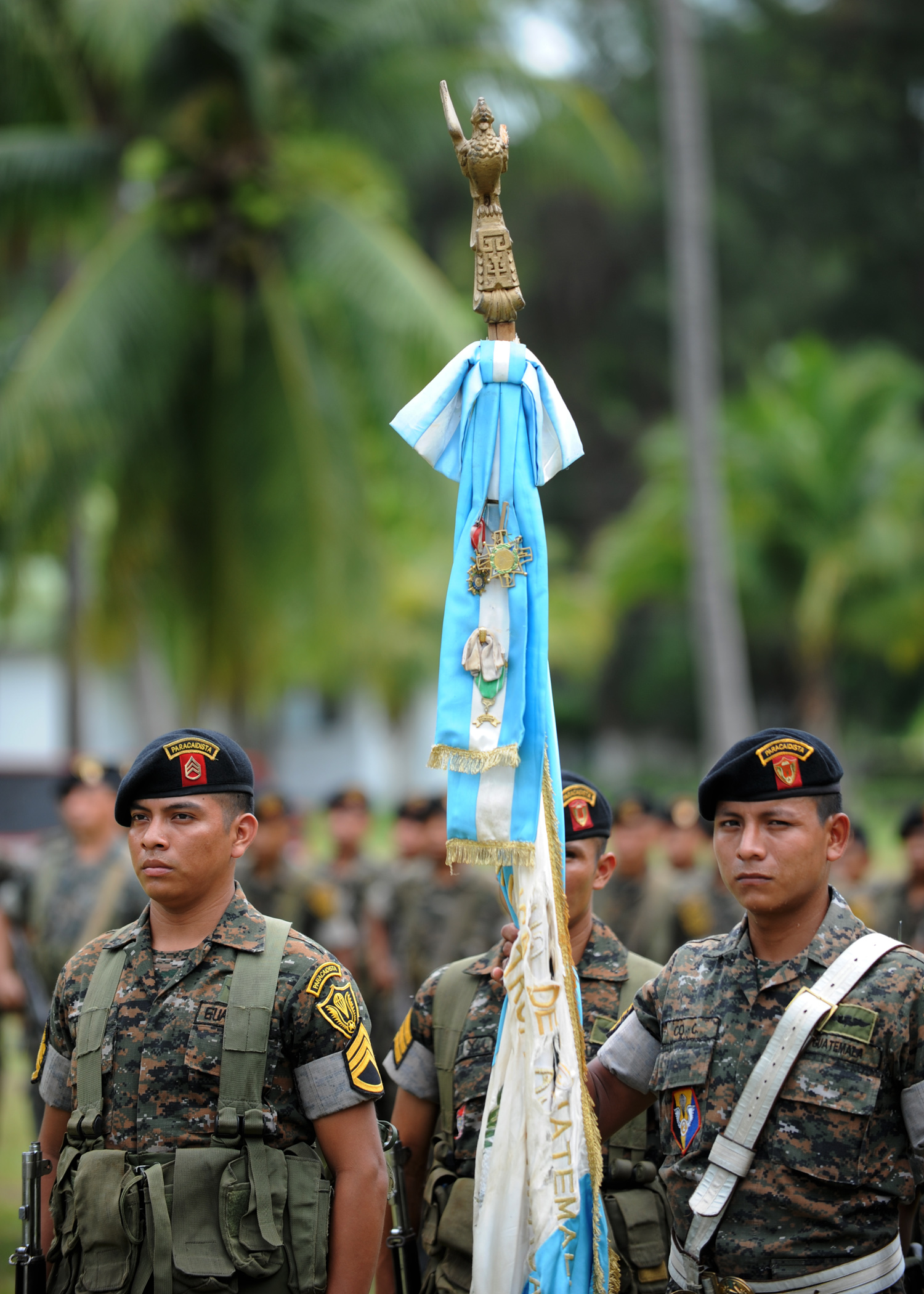
Miembros de la Brigada de Paracaidistas, Puerto San José.

El Marco Legal de las Fuerzas Armadas de Guatemala está regulado en los artículos 244 al 250 de la Constitución Política de la República y en la Ley Constitutiva del Ejército, a continuación se presenta el Marco Legal detallado en la Carta Magna:
Art. 244.- Integración, Organización y Fines del Ejército: El Ejército de Guatemala, es una institución destinada a mantener la independencia, la soberanía y el honor de Guatemala, la integridad del territorio, la paz y la seguridad interior y exterior.
Es único e indivisible, esencialmente profesional, apolítico, obediente y no deliberante.
Está integrado por Fuerzas de Tierra, Aire y Mar.
Su organización es jerárquica y se basa en los principios de disciplina y obediencia.
Art. 245.- Prohibición de Grupos Armados Ilegales: Es punible la organización y funcionamiento de grupos armados no regulados por las leyes de la República y sus reglamentos.
Art. 246.- Cargos y Atribuciones del Presidente en el Ejército: El presidente de la República es el comandante general del Ejército e impartirá sus órdenes por conducto del oficial general o coronel o su equivalente en la Marina de Guerra, que desempeñe el cargo de ministro de la Defensa Nacional.
En ese carácter tiene las atribuciones que le señale la ley y en especial las siguientes:
- 1. Decretar la movilización y desmovilizacón; y
- 2. Otorgar los ascensos de la oficialidad del Ejército de Guatemala en tiempo de paz y en estado de guerra, así como conferir condecoraciones y honores militares en los casos y formas establecidas por la Ley Constitutiva del Ejército y demás leyes y reglamentos militares. Puede, asimismo, conceder pensiones extraordinarias.

Art. 247.- Requisitos para ser Oficial del Ejército: Para ser oficial del Ejército de Guatemala, se requiere ser guatemalteco de origen o no haber adoptado en ningún tiempo nacionalidad extranjera.
Art. 248.- Prohibiciones: Los integrantes del Ejército de Guatemala en servicio activo, no pueden ejercer el derecho de sufragio, ni el derecho de petición en materia política. Tampoco pueden ejercer el derecho de petición en forma colectiva .
Art. 249.- Cooperación del Ejército: El Ejército prestará su cooperación en situaciones de emergencia o calamidad pública.
Art. 250.- Régimen legal del Ejército: El Ejército de Guatemala se rige por lo preceptuado en la Constitución, su Ley Constitutiva y demás leyes y reglamentos militares.

## Historia
El Ejército de Guatemala tiene su origen en el periodo colonial donde el territorio guatemalteco, al ser una capitanía general, requirió una mayor presencia militar organizada. Ya hacia 1750 existía en Guatemala ejército regular, con oficiales españoles formados en Europa o criollos formados en otras colonias americanas como Chile, donde también era relevante la presencia militar hispana.
Luego de la independencia, Guatemala estuvo gobernada por Gabino Gaínza, exgobernador militar de Chile durante el periodo de reconquista española durante la independencia del país austral. Gaínza, como militar profesional, tomó medidas para comenzar la profesionalización del naciente ejército nacional guatemalteco, medida que fue continuada por los gobernantes que le siguieron. Hacia 1870 se creó la Escuela Politécnica (Academia Militar); para su creación y desarrollo se contrató a un general español y un grupo de oficiales españoles.
Bajo estas consideraciones se puede decir que el Ejército de Guatemala mantuvo la esencia española de los ejércitos de la colonia y en el siglo XIX tomó el modelo  del ejército español moderno, el cual aplicó casi como una copia hasta la década de 1930 cuando en sus planteamientos ideológicos, doctrinarios y formales empezó a recibir gran influencia de Estados Unidos, lo que implicó abiertas intervenciones en la política contingente guatemalteca, lo que desencadenó en una profunda y grave polarización que se tradujo un conflicto armado con cientos de miles de muertos desde 1960 hasta 1996 año que se logró la paz definitiva.

### Participación en dictaduras y crímenes de lesa humanidad
El ejército de Guatemala tuvo un papel preponderante en la intervención de la CIA estadounidense en los asuntos internos de la República de Guatemala a lo largo de las décadas de 1950 a 1990. En lo que respecta a la Guerra civil de Guatemala, según la Comisión para el Esclarecimiento Histórico, las fuerzas gubernamentales son responsables de 93 % de la violencia del conflicto y los grupos guerrilleros de 3 % (4 % no están identificados).

### Actualidad
Uno de los acuerdos de paz, firmado en diciembre de 1996, se enfoca en que la misión de las fuerzas armadas debía ser exclusivamente en asuntos externos. Sin embargo, los predecesores presidentes al actual, Álvaro Arzú, Alfonso Portillo y Óscar Berger, utilizaron una cláusula constitucional durante los últimos años para ordenar al Ejército que apoye a la policía en aspectos de Seguridad Civil. La cláusula constitucional se encuentra en el artículo 244 de la Constitución Política de la República de Guatemala, en donde se enfatiza que la seguridad interior y exterior es competencia del Ejército.
Los Acuerdos de Paz, señalaron una reducción de un tercio de las fuerzas armadas y el presupuesto autorizados —algo que ya se cumplió— y una enmienda constitucional para permitir el nombramiento de un ministro de Defensa civil, dicha enmienda fue rechazada como parte de una consulta popular en mayo de 1999, pero las discusiones entre las ramas ejecutivas y legislativas continúan sobre cómo alcanzar este objetivo. El Ejército ha cumplido su objetivo acordado de 31 000 efectivos, incluyendo la Fuerza Aérea Guatemalteca y la Marina de la Defensa Nacional.

## Organización
Las Fuerzas Armadas se organizan de la siguiente manera:
- 1. Alto Mando del ejército
- 2. Ministerio de la Defensa Nacional.
- 3. Estado Mayor de la Defensa Nacional.
- 4. Comandos Militares.
- 5. Comandos Militares Especiales.
- 6. Servicios Militares.
- 7. Estados Mayores Especiales.
- 8. Estados Mayores Personales.
- 9. Centros de Formación, Profesionalización, Educación Vocacional, Instrucción y Entrenamiento Militar.
- 10. Dependencias Militares Auxiliares.
- 11. Otras Dependencias Militares.

## Equipamiento

### Vehículos de combate/combate de infantería
Guatemala cuenta con: 
- 30 Vehículo blindado Armadillo TBP, fabricados por el Servicio de Material de Guerra, los cuales han sido artillados con ametralladoras calibre 50 y algunas versiones con torreta. El servicio de Material de Guerra de Guatemala ha construido varias unidades del Vehículo Blindado TBP.

- 10 M113 A1/2,en reserva

- Cadillac Gage Commando V-100, adquiridos de los Estados Unidos (0 en servicio 07 en reserva).

- 10 vehículos ligeros de exploración RBY MK 1 (en reserva).

- 4 vehículos PITBULL VX adquiridos en 2023

Las Fuerzas Armadas, están equipadas con armamento y material bélico de los Estados Unidos, Israel, la antigua Yugoslavia, Suiza, Taiwán, Argentina, España, Francia, y Brasil. Como parte de la reducción, la estructura operacional de 19 zonas militares y tres brigadas estratégicas están siendo repartidas, mientras numerosas zonas militares son eliminadas y su área de operaciones son absorbidas por otras. La fuerza aérea opera cuatro bases aéreas; la marina tiene dos bases puerto. En 2008 la Presidencia de la República solicitó al Congreso un aumento presupuestario para reforzar y agregar más personal a las fuerzas permanentes para ayudar a un mejor combate al narcotráfico.

### Vehículos de transporte de personal militar
Vehículos utilitarios
- Jeep CJ-7.

- F-450 Pickup, utilizado para diversas funciones.

- Toyota Hilux, con modificaciones con que se ven plenamente equipados con barras anti-volqueo, pedestales para ametralladoras, bancas de transporte y blindaje a los lados.

- Toyota Tacoma, los cuales denominan vehículo jaguar, ya que cuentan con algunas modificaciones como blindaje a los lados o bancas de transporte.

- Ford Everest, utilizados para el transporte de personal militar de alto grado jerárquico y también por los trabajadores de la ONU en Guatemala.

- Jeep J8. 250 unidades utilizadas por la fuerza de tarea interinstitucional Tecún Umán y Chortí para combatir actos ilícitos en las fronteras del país.

- Side by Side, utilizados por la Brigada de Operaciones para Montaña￼￼.

- M-462, utilizado para diversas funciones por el Ejército de Tierra de Guatemala.

Camiones
- REO M35, utilizados para diversas funciones de transporte￼￼.

- Ural-4320, algunos con planchas blindadas a los lados para la protección de la infantería.

- Hino Ranger (500 serie, 338 serie, 300 serie, dyna), utilizados para diversas funciones de transporte.

- International Workstar, utilizado para diversas funciones de transporte y uno con la función de cisterna.

- Camión o tráiler utilizado como cocina móvil.

- Pinzgauer primera generación, utilizado para diversas funciones de transporte.

- Mercedes-Benz L1218R, utilizados para diversas funciones de transporte￼￼.

### Armas individuales

#### Pistolas y Personales
- Beretta 92
- M1911
- Numero indeterminado de Machetes Corvo
- IMI Jericho

#### Subfusiles
- Uzi
- Ingram MAC-10
- Heckler & Koch MP5
- Beretta M12

#### Fusiles
- Indumil Galil Córdova
- Indumil Galil ACE
- IMI Galil
- IMI Tavor
- Fusil M16
- Carabina M4
- M21 SWS
- Heckler & Koch PSG-1
- Barrett M82

#### Ametralladoras
- FN MAG
- Browning M1919
- Browning M2

#### Artillería
- Obús M101 105 mm (24 piezas)
- Obús M-56 105 mm (26 piezas)
- Mortero M224 60 mm (34 piezas)

#### Sistemas antitanques
- Cañón sin retroceso Modelo 1968 105 mm
- Cañón sin retroceso M67 90 mm
- Cañón sin retroceso M40 105 mm

#### Armas antiaéreas
- Cañones Bofors 57 mm L/70 A/A
- Cañones M1 40 mm L/60

## Datos generales
- Ramas Militares: Ejército, Marina, Fuerza Aérea.
- Recursos Humanos del Ejército - Actividad: 86,500 soldados en total
- Recursos Humanos del Ejército - Edad militar: 18 años de edad.
- Recursos Humanos del Ejército - Disponibilidad:
edad de hombres 15-49: 2 102 185 (est. 2005)
- Recursos Humanos del Ejército - Alcanzan la Edad Militar Anualmente:
hombres: 147 856 (est. 2005).
- Gastos Militares - cifras en dólares: 121 millones de US$ (FY99).
- Gastos Militares - Porcentaje del PIB: 0.7 % (FY99).

## Escalafón o grados militares
La escala jerárquica o escalafón en el Ejército de Guatemala, comprende los siguientes grados:
| Ejército de Tierra de Guatemala | Marina de la Defensa Nacional | Fuerza Aérea Guatemalteca |                     |
| Oficiales Generales             | Oficiales Generales           | Oficiales Generales       | Oficiales Generales |
| ------------------------------- | ----------------------------- | ------------------------- | ------------------- |
| General de División             | Almirante                     | General de División       |                     |
| General de Brigada              | Vicealmirante                 | General de Brigada        |                     |
| Oficiales superiores            |                               |                           |                     |
| Coronel                         | Capitán de Navío              | Coronel                   |                     |
| Teniente coronel                | Capitán de Fragata            | Teniente coronel          |                     |
| Mayor                           | Capitán de Corbeta            | Mayor                     |                     |
| Oficiales subalternos           |                               |                           |                     |
| Capitán Primero                 | Teniente de Navío             | Capitán Primero           |                     |
| Capitán Segundo                 | Teniente de Fragata           | Capitán Segundo           |                     |
| Teniente                        | Alférez de Navío              | Teniente                  |                     |
| Subteniente                     | Alférez de Fragata            | Subteniente               |                     |
| Especialistas y Tropa           |                               |                           |                     |
| Sargento Mayor                  | Maestre Mayor                 | Sargento Mayor            |                     |
| Sargento Técnico                | Maestre Técnico               | Sargento Técnico          |                     |
| Sargento Primero                | Maestre                       | Sargento Primero          |                     |
| Sargento Segundo                | Contramaestre                 | Sargento Segundo          |                     |
| Cabo                            | Marinero de Primera           | Cabo                      |                     |
| Soldado de Primera              | Marinero de Segunda           | Soldado de Primera        |                     |
| Soldado de Segunda              | Marinero de Tercera           | Soldado de Segunda        |                     |